# Musa Araz
Musa Araz (sinh 17 tháng 1 năm 1994) là một cầu thủ bóng đá Thụy Sĩ thi đấu cho Konyaspor.

## Sự nghiệp quốc tế
Araz là người gốc Thổ Nhĩ Kỳ. Anh là cầu thủ trẻ quốc gia của Thụy Sĩ.